# Daniel F. Seger
Daniel F. Seger (* 24. April 1977 in Grabs) ist ein liechtensteinischer Rechtsanwalt und Politiker (FBP) und Menschenrechtsaktivist. Seit 2017 ist er Abgeordneter im liechtensteinischen Landtag.

## Biografie

### Studium und Beruf
Seger studierte Rechtswissenschaften an der Universität St. Gallen und schloss dort sein Studium 2003 mit einem Lizenziat der Rechtswissenschaft (lic. iur. HSG) ab.
Nachdem er von 2004 bis 2007 Praktika bei verschiedenen Rechtsanwaltskanzleien, beim Landgericht, der Staatsanwaltschaft und dem Rechtsdienst der Regierung absolvierte, erfolgte 2008 seine Rechtsanwaltsprüfung. Von 2008 bis 2010 war er als Rechtskonsulent und Compliance Officer bei der Hilti AG in Schaan tätig.
Anschliessend war er ab 2010 bei der Baloise Life (Liechtenstein) AG in Balzers tätig, erst als Compliance Officer, dann ab 2011 als Leiter der Abteilung Recht und Compliance. 2013 kündigte er und machte sich selbstständig. 2014 erfolgte die Gründung seiner eigenen Rechtsanwaltskanzlei.
Seger war von 2013 bis 2017 Präsident der Beschwerdekommission für Verwaltungsangelegenheiten (VBK). Zuvor hatte er bereits von 2009 bis 2013 als deren Vizepräsident fungiert.

### Gesellschaftliches Engagement und politische Tätigkeit
Seger war Präsident des Vereins «FLay – Schwule und Lesben Liechtenstein und Rheintal». Des Weiteren setzte er sich langjährig für das 2011 beschlossene Partnerschaftsgesetz ein.
Bei der Landtagswahl in Liechtenstein 2009 kandidierte er erstmals für die Fortschrittliche Bürgerpartei für einen Sitz im Landtag des Fürstentums Liechtenstein, konnte jedoch kein Mandat erreichen. Seine nächste Kandidatur für die die FBP bei einer Landtagswahl erfolgte 2017. Er erzielte 3289 Stimmen und wurde damit in den Landtag des Fürstentums Liechtenstein gewählt. 2021 und 2025 erfolgte jeweils seine Wiederwahl.
Seger ist einer der Unterzeichner der Motion zur Öffnung der Ehe für alle.